# Andy Todd
Pour les articles homonymes, voir Todd.
Andrew « Andy » Todd, né le 26 mai 1948 et mort en juin 2022,, est un athlète britannique, spécialiste du 400 mètres haies.

## Biographie
Il remporte la médaille de bronze du 400 m haies lors des championnats d'Europe de 1969, à Athènes, devancé par le Soviétique Vyacheslav Skomorokhov et l'autre britannique John Sherwood.

### Palmarès
| Date | Compétition           | Lieu    | Résultat | Épreuve     | Performance |
| ---- | --------------------- | ------- | -------- | ----------- | ----------- |
| 1969 | Championnats d'Europe | Athènes | 3e       | 400 m haies | 50 s 3      |

### Records
| Épreuve     | Performance | Lieu    | Date           |
| ----------- | ----------- | ------- | -------------- |
| 400 m haies | 49 s 9      | Londres | 9 octobre 1969 |